# Петър Дабков
Петър Дабков Петров е български занаятчия и дарител.
Роден е около 1840 г. в Търново, където завършва основно образование. Той е син на Дабко Петров – известен папукчия (обущар) и член на училищното настоятелство в града. Петър усвоява развития на времето занаят кондурджийство (производство и ремонт на груби клечени обувки, станали модерни след 1850 г.). Достига добро финансово и материално състояние. Живее и работи в Търново, свързан е с родния си град. Няма непосредствени наследници. Към края на живота си прави дарение за образованието в родното си място – на 26 май 1884 г. прави завещание от 100 000 гроша (2000 златни лева) на училището „Св. Кирил и Методий“ в града след смъртта си. Съпругата му да остане да живее в къщата, като градската община дава 2/3 от лихвите на завещаната сума за издръжката ѝ. След нейната смърт завещава на града и къщата с цялата покъщнина, а приходите от капитала да се дават за „издръжката“ на един учител от Мъжката гимназия „Св. Кирил и Методий“ и за подпомагане на бедни ученици в нея с „други благодетелни на бедничките дечица добринки“. Петър Дабков предоставя правото да разполага със средствата на училищното настоятелство в града, под контрола и с утвърждаването на Търновския митрополит. Умира в Търново през 1884 г. (по други данни – 1 година след щедрото си дарение в чужбина от рак).
Няма известни данни за началото на създаването на благотворителния фонд, нито за размера му. Епитропията на гимназията предлага на общината да поеме грижите за дарения фонд, тъй като с издръжката на учебното заведение вече се ангажира държавата. С протокол от 11 юли 1888 г. Общинският съвет приема предложението. С това може да се обясни и фактът, че след няколко години общината предоставя средства от дарението за строеж на училище в квартал „Марино поле“. Училищното настоятелство управлява средствата от дарението, но по неизяснени причини променя предназначението им. Използва ги не за подпомагане на учениците на Мъжката гимназия „Св. Кирил и Методий“, както е завещано, а за помощи на бедни деца от началните училища в Търново.
За благодарност от търновци на името на Петър Дабков е наречено едно от училищата в центъра на града – Народно първоначално училище „Петър Дабков“. Първоначално то е основано като църковно за обучение на децата от квартал „Марино поле“. През 1878 г. училището вече е светско, а през 1880/1881 г. е завършена и открита неговата двустайна постройка в двора на храма „Света Марина“. Събитието се отбелязва като празник в квартала. Скоро постройката се оказва недостатъчна за нарасналия брой на учениците. През 1908 г. е построено ново едноетажно училище с 4 уютни стаи. В памет на Петър Дабков признателните му съграждани поставят портрета на дарителя в коридора на сградата така, че да се вижда още от входа.
В началото на 1937 г. недвижимите имоти от дарението на Петър Дабков са продадени, а общият капитал е 90 000 лв. Други данни за фонда не са открити.
Със завещанието си Петър Дабков дарява и 300 рубли (6000 гроша) за купуване на нов полилей за църквата „Св. св. Константин и Елена“ в Търново, която днес не съществува. Единственото, което пожелава за себе си, е полилея да се постави в църквата на годишнината от смъртта му.
Между двете световни войни към училище „Петър Дабков“ се откриват нови дарителски фондове – „Недка и Ванчо Джоджонови“, „Данчо Томов“, „Велислав (Веско) Славев“ и др. Според желанието на спонсорите, даренията се използват „за подпомагане на бедни, но с добро поведение и успех деца“, както и за „украсяване на училището така, че да действа естетически по своята уредба на учениците“.
По време на Втората световна война училище „Петър Дабков“ временно прекратява дейността си, тъй като е превърнато в квартира на немска войскова част. Немците унищожават архива. Част от него после е възстановена по чернови.
През 1949 година народната власт преименува училището на „Бачо Киро“. Името на дарителя Петър Дабков се забравя. През 1963 година е построен втори етаж на училището поради увеличения брой на учениците и паралелките.
С разрастването на Велико Търново на запад през 1968/1969 г. е построено основно училище „Вела Пискова“ (сега „Св. Патриарх Евтимий“). В него се преместват 180 ученика от старото маринополско училище, което обаче продължава да е сред авторитетните местни учебни заведения.
През 70-те години Основно училище „Бачо Киро“ се премества в днешната си сграда. Старата, построена в чест на Петър Дабков, е предоставена за нуждите на спортното училище в града.
След политическите промени от 1989 г. по време на демокрацията през 90-те години на XX век, сградата на бившето училище „Петър Дабков“ е съборена, за да бъде построена банка, фалирала през 1996 г.